# Pace (Mississipi)
Pace és una població del Comtat de Bolivar a l'estat de Mississipi (Estats Units d'Amèrica).

## Demografia
Segons el cens dels Estats Units del 2000 Pace tenia 364 habitants., 129 habitatges, i 95 famílies. La densitat de població era de 936,9 habitants per km².
Dels 129 habitatges en un 35,7% hi vivien nens de menys de 18 anys, en un 41,1% hi vivien parelles casades, en un 30,2% dones solteres, i en un 25,6% no eren unitats familiars. En el 22,5% dels habitatges hi vivien persones soles el 5,4% de les quals corresponia a persones de 65 anys o més que vivien soles. El nombre mitjà de persones vivint en cada habitatge era de 2,82 i el nombre mitjà de persones que vivien en cada família era de 3,33.
Per edats la població es repartia de la següent manera: un 30,2% tenia menys de 18 anys, un 7,7% entre 18 i 24, un 27,7% entre 25 i 44, un 22,3% de 45 a 60 i un 12,1% 65 anys o més.
L'edat mediana era de 34 anys. Per cada 100 dones de 18 o més anys hi havia 75,2 homes.
La renda mediana per habitatge era de 24.219 $ i la renda mediana per família de 27.857 $. Els homes tenien una renda mediana de 21.042 $ mentre que les dones 17.083 $. La renda per capita de la població era de 12.434 $. Entorn del 24,5% de les famílies i el 26% de la població estaven per davall del llindar de pobresa.

## Poblacions més properes
El següent diagrama mostra les poblacions més properes.